# Alisha Boe
Alisha Boe, artiestennaam  van Alisha Ilhaan Bø (Oslo, 6 maart 1997), is een Noors-Somalische actrice. Ze is bekend door haar rol als Jessica Davis in de Netflix-serie 13 Reasons Why.

## Biografie
Boe is geboren in Oslo, de hoofdstad van Noorwegen. Haar vader komt uit Somalië en haar moeder uit Noorwegen. Zij en haar moeder verhuisden naar Los Angeles toen ze zeven jaar oud was omdat haar moeder met een Amerikaan trouwde. Op de middelbare school deed ze aan schooltoneel. Ze ging echter van school om een acteercarrière na te jagen en was, na Iman, de tweede actrice van Somalische afkomst die een hoofdrol kreeg in een Amerikaanse film.
Boe maakte haar acteerdebuut in 2008, toen ze de rol van de jonge Lisa Swan kreeg in de horrorfilm Amusement. Een jaar later verscheen ze in de film He's on My Mind in de rol van Laci en in Paranormal Activity 4 als Tara. In 2014 had ze gastrollen in twee series, als Tracy McCoy in Modern Family, en als Brynn Hendry in twee afleveringen van Extant.
In november 2014 kreeg ze een terugkerende rol als Daphne in de soap Days of Our Lives. In 2017 begon ze met haar rol als Jessica Davis in de Netflix-serie 13 Reasons Why. In 2022 speelde ze ook in de film Do Revenge als Tara.

## Filmografie
| Jaar | Titel                            | Rol                  | Opmerkingen |
| ---- | -------------------------------- | -------------------- | ----------- |
| 2008 | Amusement                        | Lisa Swan (als kind) |             |
| 2009 | He's on My Mind                  | Laci                 |             |
| 2009 | Plastic Makes Perfect!           | Brooke               | Korte film  |
| 2012 | Paranormal Activity 4            | Tara                 |             |
| 2017 | 68 Kill                          | Violet               |             |
| 2019 | Gates of Darkness                | Alexa O'Connor       |             |
| 2019 | Poms                             | Chloe                |             |
| 2019 | Yes, God, Yes                    | Nina                 |             |
| 2022 | When You Finish Saving the World | Lila                 |             |
| 2022 | Do revenge                       | Tara                 |             |

| Jaar      | Titel             | Rol             | Opmerkingen                      |
| --------- | ----------------- | --------------- | -------------------------------- |
| 2013      | Trophy Wife       | Chelsea Trassen | Aflevering: "Pilot"              |
| 2014      | Modern Family     | Tracy McCoy     | Aflevering: "And One to Grow On" |
| 2014      | Extant            | Brynn Hendy     | 2 afleveringen                   |
| 2014–2015 | Days of Our Lives | Daphne          | 15 afleveringen                  |
| 2015–2016 | Ray Donovan       | Janet           | 4 afleveringen                   |
| 2015      | NCIS              | Farrah Meyers   | Aflevering: "Viral"              |
| 2015      | Casual            | Becca           | 6 afleveringen                   |
| 2015–2016 | CSI: Cyber        | Grace Clarke    | 3 afleveringen                   |
| 2016      | Teen Wolf         | Gwen            | 3 afleveringen                   |
| 2017–2020 | 13 Reasons Why    | Jessica Davis   | Hoofdrol; 38 afleveringen        |